# مارتین هیندورف
مارتین هیندورف (انگلیسی: Martin Hindorff; ۳۰ مارس ۱۸۹۷ – ۵ مارس ۱۹۶۹) قایقران قایق بادبانی اهل سوئد بود.